# Yaw Preko
Yaw Preko (ur. 8 września 1974 w Akrze) – piłkarz ghański grający na pozycji napastnika.

## Kariera klubowa
Preko jest wychowankiem klubu Hearts of Oak wywodzącego się z jego rodzinnego miasta, Akry. W drużynie tej zadebiutował w 1991 roku w rozgrywkach ligi ghańskiej, ale grał tam tylko przez sezon i w 1992 roku został zawodnikiem RSC Anderlecht, do którego trafił wraz z kolegami z reprezentacji, Nii Lampteyem oraz Isaakiem Asare. W Eerste klasse Preko zadebiutował w sezonie 1992/1993. Rozegrał wówczas 5 meczów, mając niewielki udział w wywalczeniu przez Anderlecht mistrzostwa Belgii. Mało grał także w sezonie 1993/1994 i był zaledwie rezerwowym dla bramkostrzelnej pary napastników John Bosman – Luc Nilis, którzy byli głównymi autorami kolejnego mistrzostwa kraju. Latem 1994 Nilis odszedł do PSV Eindhoven i Preko stał się zawodnikiem pierwszej jedenastki. W rozgrywkach ligowych zdobył 9 goli, a występował także w Lidze Mistrzów. Na koniec sezonu Anderlecht wywalczył trzecie z rzędu mistrzostwo. W 1995 roku do brukselskiego klubu przybył przyjaciel Yawa jeszcze za czasów gry w Hearts, Samuel Johnson i obaj w stołecznym klubie grali jeszcze przez dwa sezony, ale nie osiągnęli większych sukcesów.
W 1997 Preko przeniósł się do Turcji i trafił do Gaziantepsporu. Zespół zajął 15. miejsce utrzymując się w tureckiej ekstraklasie, a po sezonie do Yawa dołączył Johnson. W sezonie 1998/1999 obaj należeli do najlepszych zawodników zespołu, który zakończył sezon na 7. miejscu, a ich postawa nie przeszła niezauważona przez trenera Fenerbahçe SK, Zdenka Zemana, który sprowadził obu zawodników do Stambułu. Preko, pomimo że grał w wyjściowej jedenastce, to okazał się mniej skuteczny od rywali do miejsca w składzie, Elvira Bolicia i Viorela Moldovana, toteż po sezonie niespodziewanie odszedł do Yozgatsporu. W 2001 roku zajął w niej z tym klubem 7. pozycję, a w zespole tym występowali jego rodacy Kwame Ayew oraz Yaw Acheampong. W 2002 roku powrócił do Gaziantepsporu, z którym dwukrotnie zajął 4. miejsce oraz ponownie grywał z Johnsonem, ale na skutek przewlekłych urazów wystąpił zaledwie w 12 spotkaniach.
Zimą 2004 Preko wyjechał do Szwecji i został zawodnikiem Halmstads BK. W tamtym sezonie został wicemistrzem kraju i grywał w ataku z Markusem Rosenbergiem. Natomiast w 2005 roku jego partnerem był Islandczyk Gunnar Heiðar Þorvaldsson. W 2006 roku Ghanijczyk odszedł z klubu i przeszedł do saudyjskiego Al-Ittifaq z miasta Ad-Dammam, a w 2007 był piłkarzem wietnamskiego zespołu Hoàng Anh Gia Lai, w którym zakończył karierę.
| Sezon   | Klub              | Kraj             | Rozgrywki                                | Mecze | Bramki |
| ------- | ----------------- | ---------------- | ---------------------------------------- | ----- | ------ |
| 1991    | Hearts of Oak     | Ghana            | Ghana Premier League                     | ?     | ?      |
| 1991/92 | RSC Anderlecht    | Belgia           | Eerste klasse                            | 0     | 0      |
| 1992/93 | RSC Anderlecht    | Belgia           | Eerste klasse                            | 5     | 0      |
| 1993/94 | RSC Anderlecht    | Belgia           | Eerste klasse                            | 11    | 1      |
| 1994/95 | RSC Anderlecht    | Belgia           | Eerste klasse                            | 28    | 9      |
| 1995/96 | RSC Anderlecht    | Belgia           | Eerste klasse                            | 20    | 11     |
| 1996/97 | RSC Anderlecht    | Belgia           | Eerste klasse                            | 28    | 6      |
| 1997/98 | Gaziantepspor     | Turcja           | 1. Lig (1997–2001) Süper Lig (2001–2004) | 33    | 9      |
| 1998/99 | Gaziantepspor     | Turcja           | 1. Lig (1997–2001) Süper Lig (2001–2004) | 25    | 7      |
| 1999/00 | Fenerbahçe SK     | Turcja           | 1. Lig (1997–2001) Süper Lig (2001–2004) | 22    | 7      |
| 2000/01 | Yozgatspor        | Turcja           | 1. Lig (1997–2001) Süper Lig (2001–2004) | 28    | 13     |
| 2001/02 | Yozgatspor        | Turcja           | 1. Lig (1997–2001) Süper Lig (2001–2004) | 27    | 8      |
| 2002/03 | Gaziantepspor     | Turcja           | 1. Lig (1997–2001) Süper Lig (2001–2004) | 4     | 1      |
| 2003/04 | Gaziantepspor     | Turcja           | 1. Lig (1997–2001) Süper Lig (2001–2004) | 8     | 0      |
| 2004    | Halmstads BK      | Szwecja          | Allsvenskan                              | 26    | 7      |
| 2005    | Halmstads BK      | Szwecja          | Allsvenskan                              | 23    | 4      |
| 2005/06 | Al-Ittifaq        | Arabia Saudyjska | I liga                                   | ?     | ?      |
| 2006/07 | Al-Ittifaq        | Arabia Saudyjska | I liga                                   | ?     | 4      |
| 2007    | Hoàng Anh Gia Lai | Wietnam          | V.League 1                               | 2     | 0      |

## Kariera reprezentacyjna
W reprezentacji Ghany Preko zadebiutował w 1992 roku. Wtedy też został powołany do olimpijskiej reprezentacji „Czarnych Gwiazd” na Igrzyska Olimpijskie w Barcelonie, a na których był obok Kwame Ayewa, Nii Lampteya, Samuela Kuffoura i Mohammeda Gargo jedną z gwiazd drużyny i przyczynił się do wywalczenia brązowego medalu przez Ghanę. W tym samym roku wystąpił też w Pucharze Narodów Afryki w Senegalu i z Ghaną wywalczył wicemistrzostwo Afryki. Ostatni mecz w kadrze rozegrał w 2001 roku. Wystąpił w niej łącznie w 25 meczach i zdobył 5 bramek.